# Oliva sayana
Oliva sayana is een slakkensoort uit de familie van de Olividae. De wetenschappelijke naam van de soort is voor het eerst geldig gepubliceerd in 1834 door Ravenel.